# Manifesto dos Pioneiros da Educação Nova

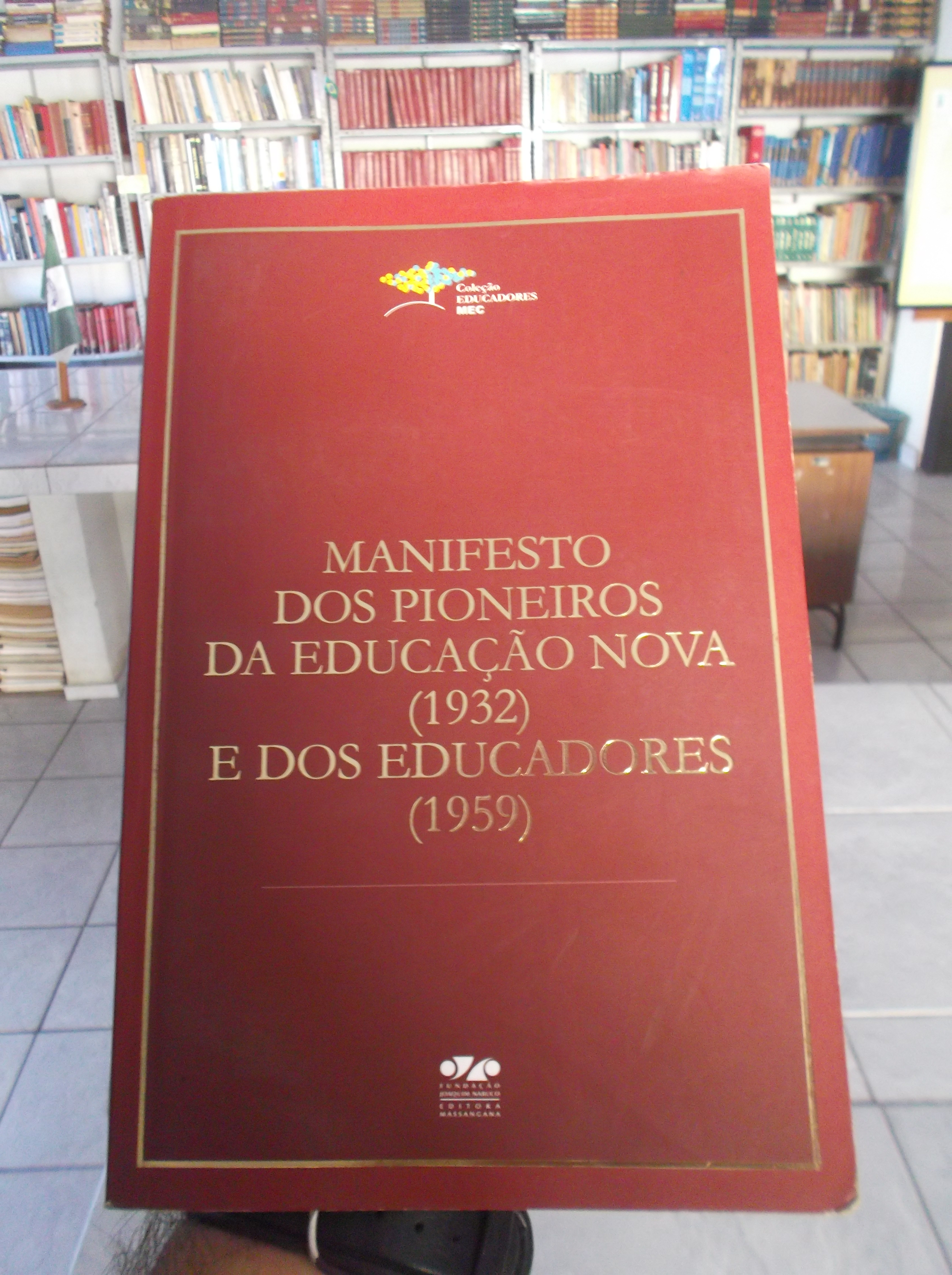
Os manifestos

O "Manifesto dos Pioneiros da Educação Nova", datado de 1932, foi escrito durante o governo de Getúlio Vargas e consolidava a visão de um segmento da elite intelectual que, embora com diferentes posições ideológicas, vislumbrava a possibilidade de interferir na organização da sociedade brasileira do ponto de vista da educação. Redigido por Fernando de Azevedo, dentre 26 intelectuais, entre os quais Roldão Lopes de Barros, Anísio Teixeira, Afrânio Peixoto, Lourenço Filho, Antônio F. Almeida Junior ", Roquette Pinto, Delgado de Carvalho, Hermes Lima e Cecília Meireles. Ao ser lançado, no meio do processo de reordenação política resultante da Revolução de 30, o documento  tornou-se o marco inaugural do projeto de renovação educacional do país. Além de constatar a desorganização do aparelho escolar, propunha que o Estado organizasse um plano geral de educação e defendia a bandeira de uma escola única, pública, laica, obrigatória e gratuita. O movimento reformador foi alvo da crítica forte e continuada da Igreja Católica, que naquela conjuntura era forte concorrente do Estado na expectativa de educar a população, e tinha sob seu controle a propriedade e a orientação de parcela expressiva das escolas da rede privada.

## Contexto e conteúdo

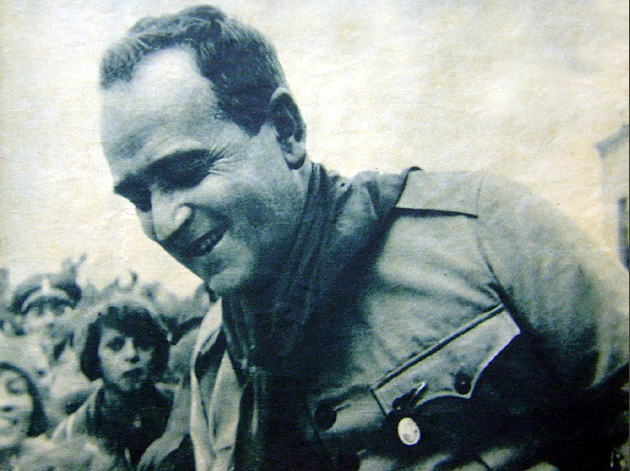
Getúlio, que governava sem uma Constituição, era o presidente quando do "Manifesto".

Ao longo da história educacional da Primeira República (1889 - 1930), a oportunidade de acesso e a qualidade do ensino brasileiro se configuraram como privilégio de uma pequena classe dominante em detrimento de grande  parcela da população, formada  apenas  para trabalhar. A escola brasileira deste período contribuía para formação de uma casta  intelectualizada.
O que se verificará, que, dissociadas sempre as reformas econômicas e educacionais, que era indispensável entrelaçar e encadear, dirigindo-as no mesmo sentido, todos os nossos esforços, sem unidade de plano e sem espírito de continuidade, não lograram ainda criar um sistema de organização escolar, à altura das necessidades do país. O objetivo do manifesto era de ter uma educação voltada para todos sem discriminação de classe social.
Os signatários afirmam:
"Em nosso regime político, o Estado não poderá, decerto, impedir que, graças à organização de escolas privadas de tipos diferentes, as classes mais privilegiadas assegurem a seus filhos uma educação de classe determinada; mas está no dever indeclinável de não admitir, dentro do sistema escolar do Estado, quaisquer classes ou escolas, a que só tenha acesso uma minoria, por um privilégio exclusivamente econômico. Afastada a ideia de monopólio da educação pelo Estado, num país em que o Estado, pela sua situação financeira, não está ainda em condições de assumir a sua responsabilidade exclusiva, e em que, portanto, se torna necessário estimular, sob sua vigilância, as instituições privadas idôneas, a escola única se entenderá entre nós, não como uma conscrição precoce arrolando, da escola infantil à universidade, todos os brasileiros e submetendo-os durante o maior tempo possível a uma formação idêntica, para ramificações posteriores em vista de destinos diversos, mas antes como a escola oficial, única, em que todas as crianças, de 7 a 15 anos, todas ao menos que, nessa idade, sejam confiadas pelos pais à escola pública, tenham uma educação comum, igual para todos."
A escola integral e única proposta pelo manifesto era definida em oposição à escola existente, chamada de tradicional. Assim conceituava o manifesto a escola ou educação nova: "A educação nova, alargando sua finalidade para além dos limites das classes, assume, com uma feição mais humana, a sua verdadeira função social, preparando-se para formar a hierarquia democrática pela ‘hierarquia das capacidades’, recrutadas em todos os grupos sociais, a que se abrem as mesmas oportunidades de educação. Ela tem, por objeto, organizar e desenvolver os meios de ação durável com o fim de dirigir o desenvolvimento natural e integral do ser humano em cada uma das etapas de seu crescimento, de acordo com uma certa concepção de mundo."
Coerentemente com essa definição da "educação nova", os educadores propunham um programa de política educacional amplo e integrador, assim registrado no manifesto: "A seleção dos alunos nas suas aptidões naturais, a supressão de instituições criadoras de diferenças sobre base econômica, a incorporação dos estudos do magistério à universidade, a equiparação dos mestres e professores em remuneração e trabalho, a correlação e a continuidade do ensino em todos os graus e a reação contra tudo que lhe quebra a coerência interna e a unidade vital, constituem o programa de uma política educacional, fundada sobre a aplicação do princípio unificador que modifica profundamente a estrutura íntima e a organização dos elementos constitutivos do ensino e dos sistemas escolares."